# 福原資広
福原 資広（ふくはら すけひろ）は、戦国時代から安土桃山時代にかけての武将。那須氏の家臣。
福原資孝の嫡男として誕生。父・資孝と共に那須資晴に仕えた。天正13年（1585年）の薄葉ヶ原の戦いでは戦功を挙げる。天正18年（1590年）の小田原征伐では、父が豊臣秀吉に臣従して所領安堵を受けたのを機に家督を譲られる。しかし、翌年病死したために、弟・資保が当主となった。